# Mulcey
Mulcey là một xã trong vùng Grand Est, thuộc tỉnh Moselle, quận Château-Salins, tổng Dieuze. Tọa độ địa lý của xã là 48° 48' vĩ độ bắc, 06° 39' kinh độ đông. Mulcey nằm trên độ cao trung bình là m mét trên mực nước biển, có điểm thấp nhất là 201 mét và điểm cao nhất là 307 mét. Xã có diện tích 8,34 km², dân số vào thời điểm 2005 là 229 người; mật độ dân số là 27,6 người/km². Mulcey nằm về phía đông của Metz.

## Thông tin nhân khẩu
| 1962 | 1968 | 1975 | 1982 | 1990 | 1999 |
| ---- | ---- | ---- | ---- | ---- | ---- |
| 219  | 249  | 242  | 260  | 248  | 221  |